# Kains Slægt
Kains Slægt er en dansk stumfilm fra 1915 med manuskript af Aage Brandt.

## Handling
Denne artikel mangler et handlingsreferat. Hjælp os med at skrive det.

## Medvirkende
- Vilhelm Thomsen - Stefan Barotyni, en adelsmand
- Luzzy Werren - Elga, Barotynis datter
- Henry Knudsen - Sergius, samt Siegmund
- Herman Florentz - Bondo, hans bror, samt Alarik
- Elith Pio - Hawass
- Lily Jansen - Guttrune